# Мильнер, Пётр
Пётр Мильнер из Мильхауза (чеш. Petr Milner z Milhauzu; XVI—XVII века) — чешский политический деятель. Принадлежал к рыцарскому роду немецкого происхождения. Был членом Имперского апелляционного совета, позже перешёл в оппозицию в силу своей принадлежности к конфессии чешских братьев. Поддержал антигабсбургское восстание 1618 года, стал членом нового чешского правительства (Директории), вице-канцлером придворной канцелярии при новом короле Фридрихе Пфальцском. После поражения в 1620 году бежал из Чехии, заочно был приговорён к смертной казни вместе со своим братом Яном.